# Morrisville (Pennsylvania)
Morrisville  è una borough degli Stati Uniti d'America, nella contea di Bucks nello Stato della Pennsylvania. Secondo il censimento del 2010 la popolazione è di 8.728 abitanti.

## Società

### Evoluzione demografica
La composizione etnica vede una maggioranza di quella bianca (75,98%), seguita dagli asiatici (19,14%) dati del 2000.
| borough di Morrisville Popolazione |        |
| 2000                               | 10.023 |
| 2010                               | 8.728  |